# 독일성서공회

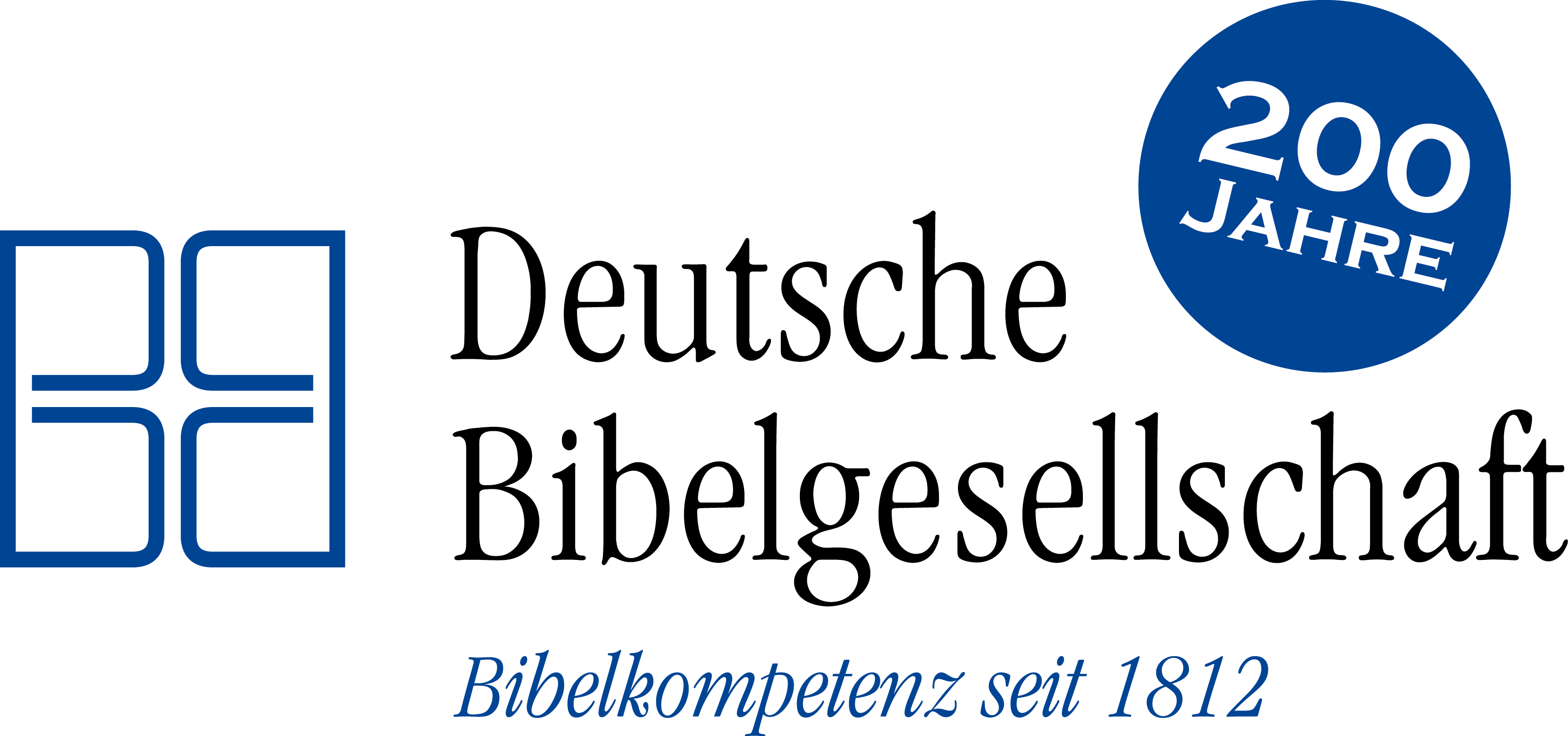
독일성서공회

독일성서공회(獨逸聖書共會(도이체 비벨게셀샤프트))는 공법에 의해 규제되는 종교 재단이다. 출판과 성경 보급에 관여한다. 비벨게셀샤프트는 성경을 원어와 번역뿐 아니라 성서 연구에 필요한 외경(아포크리파)의 본문과 학술적 저작으로 출판한다.

## 역사
1965년 독립된 지역 성서공회가 개신교 성서기구로 뭉쳤다. 독일 성서공회는 1981년 이 단체가 독일 개신교 교회 성서 협회로 구성된 독일 성서재단과 함께 가입하면서 결성되었다. 이 협회는 슈투트가르트 뫼링겐 지구에 근거지를 두고 있다. 이것의 기원은 무엇보다도 1710년에 설립된 칸슈타인 성서 협회로 거슬러 올라갈 수 있다.

## 출판 도서
독일 성서협회의 출판업무는 700여 권의 책과 다른 상품들을 다루고 있으며, 이 중 300여 권은 성경판이다. 매년 40만 권 이상의 성경책을 배부하는데, 주로 마틴 루터의 성경 번역과 현대 굿뉴스 성경 번역이 주를 이룬다. 이 협회는 성경 번역을 위해 국제적으로 인정된 기본 문헌인 비블리아 헤브라이카 슈투트가르텐시아, 노붐 테스타멘툼 그라이케, 70인역, 불가타 등을 출판한다. 이 출판물은 어린이 성경, 전자 성경, 기타 형식의 성경도 포함하고 있다.
또한 주제 전문가들이 정리한 온라인 성경 사전도 제공한다.
- 노붐 테스타멘툼 그라이케 네슬레 알란트판.
- 비블리아 헤브라이카 슈투트가르텐시아
- 노바 불가타
- 토마스 복음서 비벨게셀샤프트판 ISBN 3-438-05128-1.

## 성서사역
헌법에 따라 독일 성서협회의 두 번째 주요 기능은 성서의 보급에 있다. 주된 목적은 성경에 접근할 수 있게 하는 것이다. 과거에는 이것이 주로 성경 배포를 통해 달성되는 것으로 보였으나, 오늘날에는 사람들에게 성경을 접할 수 있는 새로운 방법을 제공하는 것도 중요하다고 여겨진다. 이 작업은 지역성서학회가 운영하는 19개 사무실을 통해 진행된다.
전 세계 145개의 다른 성서협회와 함께 독일 성서협회는 성경을 번역, 출판, 배포하는 일을 한다. 성경 협회는 모든 사람들이 그들의 모국어로 그들이 감당할 수 있는 가격으로 성경을 이용할 수 있도록 하기 위해 노력한다. 1975년부터 독일 성서협회의 세계성서지원 구상은 독일에서 이 목표를 위해 노력하고 있는 덜 부유한 국가들의 프로젝트를 지원하기 위한 기금을 모으고 있다.

## 구조
독일 성서협회의 집행부는 총회, 이사회, 관리팀이다. 그 작업의 원칙과 지침은 23개 지역 성서협회, 14개 자유교회, 기독교 단체 대표들과 개인들로 구성된 총회가 결정한다.
이사회는 재단의 책무가 이행되도록 보장하고 협회의 활동을 감시할 책임이 있다. 위원장 1명, 대의원 2명, 기타 16명까지 구성된다. 현 회장(2011년)은 요하네스 프리드리히 바이에른 주교다.
독일 성서협회는 독일 개신교 선교 활동 그룹의 일원이다.
또한 가톨릭성서협회와 제휴하여 성지 및 기독교와 종교생활의 다른 중요한 장소들에 대한 스터디 투어를 제공하는 슈투트가르트 기반의 에큐메니컬 여행사 '비블리스체 라이젠'을 운영한다.

## 둘러보기
- 성서공회
- 영국 해외 성서 선교회
- 루터 성경
- 성서공회연합회

## 같이 보기
- 성서공회
- 영국 해외 성서 선교회
- 루터 성경
- 세계성서공회연합회